# كارل جوزيف شروتر
كارل جوزيف شروتر (بالألمانية: Carl Schroeter)‏ (و. 1855 – 1939 م) هو عالم نبات، وأستاذ جامعي، وكاتب من مملكة فورتمبيرغ . ولد في اسلينغن آم نكا.
وكان عضو في الأكاديمية الألمانية للعلوم ليوبولدينا .
توفي في زيورخ ، عن عمر يناهز 84 عاماً.

## التعليم
تعلم في المعهد الفدرالي للتكنولوجيا بزورخ